# Vítor Coelho
Vítor Coelho de Almeida C.Ss.R, mais conhecido como Padre Vítor Coelho (Sacramento, 22 de setembro de 1899 — Aparecida, 21 de julho de 1987), foi um padre católico e catequista redentorista brasileiro. Ficou conhecido por seus métodos de pregação e por sua devoção à Nossa Senhora Aparecida, padroeira do Brasil. Seu processo de beatificação está em andamento, sendo liderado por Dom Darci José, ex-bispo auxiliar de Aparecida.

## Biografia
Vítor Coelho de Almeida nasceu em Sacramento, Minas Gerais, filho de Leão Coelho de Almeida, professor, e Maria Sebastiana Alves Moreira.
Após perder a mãe quando tinha 7 anos de idade, passou a ser criado pela avó materna e depois pelo seu tio Vítor, cônego, no Rio de Janeiro, enquanto seu pai exercia sua profissão de professor do ensino primário.
Em 1911, aos 12 anos, ingressou no Colégio Santo Afonso, um internato católico, em Aparecida. O tio do futuro padre o matriculou com o objetivo de controlar seu temperamento indisciplinado e insubordinado. Mesmo depois de Vítor falar claramente que não queria ser padre, Pe. João Batista, diretor do Colégio, o aceitou na instituição mesmo assim.
 

Coelho quase deixou o seminário, mas declarou sua perseverança baseada em Nossa Senhora Aparecida:
"Atravessei por vezes fortes tentações contra a vocação. Nestas ocasiões, para não dar passo em falso, recorria a Nossa Senhora, punha em suas mãos minha vocação e tudo passava."
Exerceu o noviciado em 1917 na cidade de Perdões (MG), professando seus votos no dia 2 de agosto de 1918.
Iniciou seus estudos em Filosofia na cidade de Aparecida, porém viajou à cidade de Gars (Baviera) em 1920 para concluir seus estudos, dedicando-se em seguida à Teologia. Seus estudos teológicos foram perturbados ao contrair tuberculose pela primeira vez, em 1921, porém, conseguiu terminá-los.
Em 1923, recebeu sua ordenação sacerdotal na Congregação do Santíssimo Redentor (Redentoristas), celebrando sua primeira missa em Forcheim.
Vítor Coelho dedicou anos de sua vida à catequese por meio do rádio. Foi "rádio-apóstolo" da rádio ZYL-6, situada na cidade de Campos do Jordão, e da Rádio Aparecida, onde permaneceu por 36 anos, de 1951 até sua morte.
Durante a ditadura militar brasileira, a Rede Aparecida foi censurada pelo governo por 24 horas pela suposta difusão de "conteúdo subversivo". O conteúdo em questão foi uma transmissão da leitura da Declaração Universal dos Direitos Humanos pelo clérigo, diretor da Rede na época.
Faleceu aos 87 anos de idade, no dia 21 de julho de 1987, em Aparecida, após ser vitimado por um edema pulmonar.
Inicialmente sepultado na Capela do Memorial Redentorista em Aparecida, seus restos mortais foram transladados em julho de 2023 para o interior da capela dedicada a São José, na Basília de Nossa Senhora Aparecida, por ocasião da 12ª romaria realizada em homenagem ao sacerdote.

## Beatificação

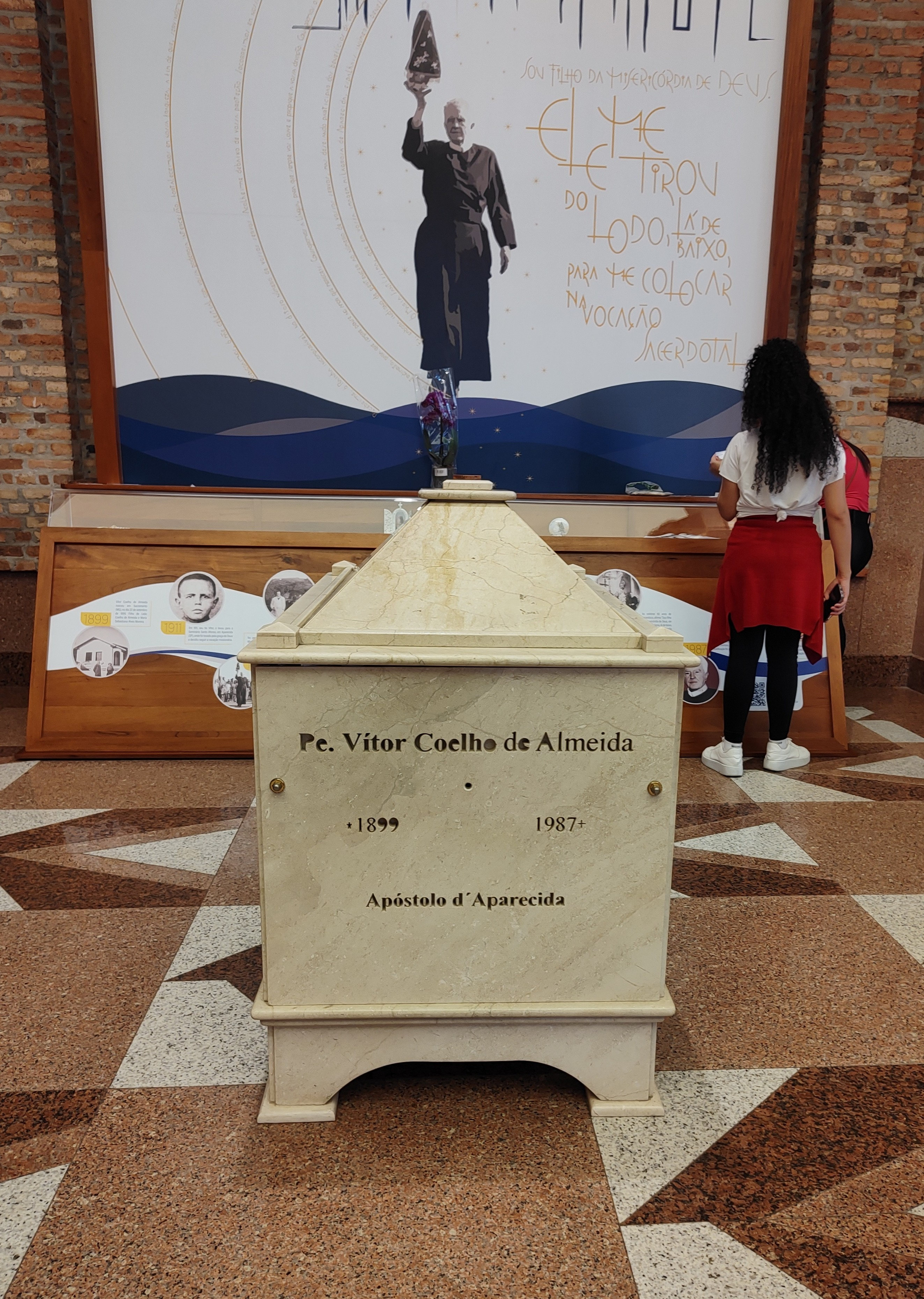
Túmulo do venerável Padre Vítor na capela São José, no interior do Santuário Nacional de Aparecida

Em 1998, onze após seu falecimento, foi iniciado seu processo de beatificação. Em 2006, foi encerrada a fase diocesana do processo, onde diversos documentos e um detalhado inquérito sobre a sua vida, obra e legado fora remetido à Congregação para a Causa dos Santos.
Em 2022, Padre Vítor foi declarado venerável pelo Papa Francisco.